# Lucrezia Beccari
Lucrezia Beccari, född 18 december 2003, är en italiensk konståkare. 

## Karriär
I januari 2024 tog Beccari guld tillsammans med Matteo Guarise i paråkning vid EM i Kaunas.